# Didier Ozanam
Didier Ozanam (París, 30 de agosto de 1922-París, 11 de febrero de 2024) fue un historiador hispanista e investigador francés. Experto en la España borbónica, especialmente el reinado de Fernando VI.

## Biografía
Recién graduado de la prestigiosa École Nationale des Chartes, en 1944, consiguió terminar su tesis doctoral mientras se ocultó en el campo del Servicio de Trabajo Obligatorio puesto a punto por los alemanes con la complicidad del régimen del Mariscal Pétain. Tres años más tarde fue becario de la Casa de Velázquez de Madrid, en la 38.ª promoción (1947-1948). Profesor de la Escuela de Estudios Superiores en Ciencias Sociales de París, ha sido el creador, desde 1970, de un Seminario de estudios hispánicos. En los años 1980 fue el director de la Casa de Velázquez.
Desde 1983 fue miembro correspondiente de la Real Academia de la Historia de Madrid.

## Obra
A lo largo de una dilatada carrera de investigador –de más de sesenta años de duración– su labor consistió básicamente en la producción de información primaria a partir de archivos, pero también es autor de obras de síntesis sobre las relaciones hispano-francesas en el siglo XVIII. Se le considera el gran experto del reinado de Fernando VI y uno de los más importantes hispanistas del siglo XX. La mayor parte de su obra consiste en artículos, capítulos de obras colectivas y la edición de correspondencia.
Sobrino bisnieto del beato Federico Ozanam, también ha participado en la edición de su correspondencia.

## Monografías
- Los capitanes y comandantes generales de provincias en la España del Siglo XVIII: Estudio preliminar y repertorio biográfico, Córdoba, Universidad de Córdoba, 2008, 342 p. ISBN 9788478018871
- Les diplomates espagnols du XVIIIe siècle. Introduction et répertoire biographique (1700–1808), Madrid – Bordeaux, Casa de Velázquez – Maison des pays ibériques, 1998, 578 p.
- Les intendants espagnols du XVIIIe siècle, par Fabrice Abbad et Didier Ozanam, Madrid, Casa de Velázquez, 1992, 258 p. (Collection de la Casa de Velázquez, 36)
- Les sources de l’histoire de l’Amérique latine. Guide du chercheur dans les archives françaises. I–Les Affaires étrangères, par Didier Ozanam, Paris, Institut des Hautes Études de l’Amérique latine, 1963, 111 p., (Cahier de l’Institut des hautes études de l’Amérique latine…)

### Ediciones críticas
- Un español en la Corte de Luis XV: cartas confidenciales del embajador Jaime Masones de Lima, 1752-1754, Alicante: Universidad de Alicante, 2001 ISBN 84-7908-667-X
- Lettres de Frédéric Ozanam *** Supplément et tables. Edition critique, sous la direction de Didier Ozanam…, Paris, ed. Klincksieck, 1997, 248 p. ISBN 2-252-03138-7
- Lettres de Frédéric Ozanam ** L’engagement (1845–1849), édition critique sous la direction de Didier Ozanam, avec la collaboration de Bernard Barbiche, R. P. Etienne Diebold, Christine Franconnet, Marie Laporte, Paris, CELSE, 1978, 640 p. 2-85009-044-1
- La diplomacia de Fernando VI. Correspondencia reservada entre D. José de Carvajal y el duque de Huéscar, 1746–1749. Estudio preliminar, edición y notas por Didier Ozanam, Madrid, C.S.I.C. (Escuela de Historia moderna), 1975, XXX+496 p. (Historia de España en el mundo moderno, Documentos 1)
- Correspondance secrète du comte de Broglie avec Louis XV (1756–1774) publiée pour la Société de l’Histoire de France (Série antérieure à 1789) par Didier Ozanam et Michel Antoine, t. II (1767–1774), Paris, C. Klincksieck, 1961, XII, 536 p.
- Lettres de Frédéric Ozanam * Lettres de jeunesse (1819–1840)–Publiées par Léonce Célier, Jean Baptiste Duroselle, Didier Ozanam, Paris, Bloud et Gay, s. d. [1960], 461 p.
- Recueil des instructions données aux ambassadeurs et ministres de France depuis les traités de Westphalie jusqu’à la Révolution française, XXVII, Espagne, tome quatrième, volume complémentaire avec introduction et des notes par Didier Ozanam, ed. du C.N.R.S., 1960, X+123 p.
- Correspondance secrète du comte de Broglie avec Louis XV (1756–1774)’’ publiée pour la Société de l’Histoire de France (Série antérieure à 1789) par Didier Ozanam et Michel Antoine, t. I. (1756–1766), Paris, C. Klincksieck, 1956, CXIV, 392 p.
- Misión en París: Correspondencia particular entre el Marqués de La Ensenada y el Duque de Huéscar (1746-1749), par Didier Ozanam et Diego Téllez Alarcia, Logroño: Instituto de Estudios Riojanos, 2011, 622 p.

## Artículos y capítulos de libros
- "Les officiers royaux des Bailliages de Champagne de 1285 à 1422", dans Position des thèses soutenues par les élèves de la promotion de 1944 pour obtenir le diplôme d’archiviste-paléographe, Nogent–le-Rotrou, impr. Daupeley-Gouverneur, 1944, in 8.º, p. 121–129
- "Un projet de mariage entre l’infante Maria-Antonia, sœur de Ferdinand VI et le dauphin, fils de Louis XV (1746)", dans Estudios de Historia moderna, (I. Relaciones internacionales de España con Francia e Italia, siglos XV a XVIII), Barcelona, Centro de Estudios Históricos Internacionales, [1951], p. 129–177
- "Les journées d’Edimbourg (19–23 juillet 1954)", dans Le Moyen-Âge, t. LX, 1954, n.º 3–4, p. 485–489
- "Une institution locale: les receveurs de Champagne sous l’administration royale (1285 – 1357)", dans Recueil de travaux offert à M. Clovis Brunel, Paris, Société de l’École des Chartes, 1955, t. 2, p. 334–348 (Mémoires et documents publiés par la Société de l’École des Chartes, t. XII)
- "Les journées franco-anglaises d’histoire " (Edimbourg, 19–23 juillet 1954), dans Bibliothèque de l’École des Chartes, t. CXII, 1954, p. 255–262
- "Correspondance secrète inédite de Louis XV et du général Monet (1767–1772)" par D. Ozanam et M. Antoine, dans Actes du LXXXe Congrès des Sociétés Savantes, Lille, 1955, Paris, Imprimerie nationale, 1955 [1956], p 15–48 (Ministère de l’Education nationale. Comité des Travaux Historiques et Scientifiques. Section d’Histoire Moderne et Contemporaine)
- "Le Secret du Roi et la Russie jusque’à la mort de la czarine Elisabeth en 1762", par Michel Antoine et Didier Ozanam, dans Annuaire–Bulletin de la Société de l’Histoire de France, années 1954 –1955, Paris, C. Klincksieck, 1955, [1956], p. 69-93
- "La disgrâce d’un premier commis: Tercier et l’affaire de l’Esprit (1758–1759)", dans Bibliothèque de l’École des Chartes, Tome CXIII (1955), p. 140–170 [1956]
- "Les origines du troisième Pacte de famille (1761)", dans la Revue d’Histoire diplomatique, 75e année (1961), n.º 4, p. 307–340
- "L’idéal académique d’un poète éclairé: Luzán et son projet d’Académie royale des Sciences, Arts et Belles_Lettres (1750–1751)", dans Bulletin hispanique, t. LXIV bis, (1962), [Mélanges Bataillon], p. 188–208
- "Une nouvelle vision du système monarchique francais au XVIIIe siècle", dans Bibliothèque de l’Ecole des Chartes, t. CXXIX (1971), p. 137–148
- "L’enseignement et la recherche en France de l’ancien régime à nos jours", dans La recherche historique en France de 1940 à 1965, Paris, C. N. R. S., 1965, p. 1–132, (avec la collaboration de Jacqueline Misraki)
- "Nouveaux documents sur le séjour d’Olavide à Toulouse (noviembre de 1780–janvier 1781)", dans Mélanges de la Casa de Velázquez, tome I (1965), p. 279 – 287
- "Le système fiscal espagnol sous Charles III, d’après un document contemporain", dans Mélanges à la mémoire de Jean Sarrailh, Paris, Centre de recherches de l’Institut d’études hispaniques, 1966, t. II, p. 205–234
- "La colonie francaise de Cadix au XVIIIe siècle, d’après un document inédit (1777)", dans Mélanges de la Casa de Velázquez, tome IV (1968), p. 259–347
- "Les débuts de l’abbé Beliardi en Espagne (mai 1749)", dans Mélanges de la Casa de Velázquez, tome V (1969), p. 343–361
- "La péninsule ibérique" dans Les Hommes d’État Célébres: de la découverte de l’Amérique à la Révolution Francaise, Paris, Mazenod, 1971, p. 220–225
- "État moderne et croquants. Un conflit de civilisation au XVIIe siècle", dans Bibliothèque de l’Ecole des Chartes, t. CXXXIV (1976), p. 406–417
- "L’instruction particulière d’Ambroise Daubenton à son fils partant pour Espagne (1728)", dans Mélanges en l’honneur de Fernand Braudel, Toulouse, Privat, 1973, t. I, p. 439–447
- "Le marquis d’Argenson, l’abbé de la Ville et le renversement des alliances (janvier – octobre 1756)", dans Études européenes, mélanges offerts à Victor L. Tapié, Paris, 1973, p. 429–443 (Publications de la Sorbonne, Série "Etudes", tome 6)
- Le théâtre francais de Cadix au XVIIIe siècle (1769–1779), dans Mélanges de la Casa de Velázquez, t. X (1974), p. 203–231
- "Notas para un estudio de los presupuestos de la monarquía española a mediados del siglo XVIII", dans Dinero y crédito (siglo XVI al XIX), Madrid, 1978, p. 49–62 [Actas del primer coloquio internacional de Historia económica]
- Les lettres de Frédéric Ozanam, dans Revue française d’histoire du livre, n.º 22, 1979, p. 3–10
- "Representación del marqués de la Ensenada a Fernando VI (1751)", dans Cuadernos de investigación histórica, n.º 4, 1980, p. 67-124
- "La diplomacia de los primeros Borbones (1714–1759)", dans Cuadernos de investigación histórica, n.º 6, 1982, p. 169–194
- "Para una historia de los intendentes españoles en el siglo XVIII" [avec F. Abbad], dans Actas del IV Symposium de Historia de la administración….
- "La política exterior de España en tiempo de Felipe V y de Fernando VI", dans La época de los primeros Borbones. La nueva monarquía y su posición en Europa (1700–1759), Madrid, 1985, p. 443–699 (Historia de España Menéndez Pidal, t. XXIX, vol. 1)
- "Los altos funcionarios españoles del siglo XVIII", dans Familia y sociedad en el Mediterráneo Occidental. Siglos XV–XIX, Universidad de Murcia, 1987, p. 3-11
- "Política y amistad : Choiseul y Grimaldi, correspondencia particular entre ambos ministros (1763–1770)", dans Actas del Congreso Internacional sobre Carlos III y la ilustración, t. I, Madrid, 1989, p. 213–237
- "Le secret du Roi et l’Espagne (1764–1765)", dans Coloquio internacional Carlos III y su siglo. Actas, t. I, Madrid, 1990, p. 827–838
- "Le recensement des étrangers en 1791: une source pour l’histoire des colonies étrangers en Espagne", dans Les Français en Espagne á l’époque moderne. (XVI-XVIII)
- "Les Français à Madrid dans la deuxième moitié du XVIIIe siècle", dans Madrid en la época moderna. Coloquio celebrado los días 14 y 15 de diciembre de 1989, Madrid, Universidad Autónoma, 1991, p. 177–199
- "Souvenirs de la Casa Velázquez, 1949–1950", dans La vie, la mort, la foi – Mélanges offerts à Pierre Chaunu, Paris, P.U.F., 1993, p 31–36
- "Les étrangers dans la haute administration espagnole au XVIIIe siècle", dans Pouvoirs et société, dans ‘L’Espagne moderne. Hommage à Bartolomé Bennassar, Toulouse, Presses Universitaires du Mirail, 1993, p. 215–229
- "Un consul de France à Cadix: Pierre–Nicolas Partyet (1716–1729)", dans L’ouvrier, l’Espagne, la Bourgogne et la vie provinciale. Mélanges offerts à Pierre Ponsot, Madrid, 1994, p. 257–263
- "La restauration de l’État espagnol au début du règne de Philippe V (1700–1724): le problème des hommes", dans Philippe V d’Espagne et l’art de son temps. Actes du colloque des 7, 8 et 9 juin 1993 à Sceaux, Sceaux, 1995, p. 79–89, (Mémoires du Musée de l’Ile-de–France: Château de Sceaux, vol. 2)
- "Un partenariat inégal: le couple franco-espagnol à la fin de l’Ancien Régime", dans Revue d’histoire moderne et contemporaine, t. 42, 1995, n.º 2, p. 320–326
- "Intendencias e intendentes españoles en el siglo XVIII", dans El municipio en la España moderna, Córdoba, 1996, p. 337–354
- "La elección de los diplomáticos españoles en el siglo XVIII (1700–1808)", dans Sociedad, administración y poder en la España del Antiguo Régimen, Granada, 1996, p. 11–23
- "Les intendants espagnols de la première moitié du XVIIIe siècle (1700–1749)", dans Les figures de l’administrateur, 16e–19e siècles, Paris, E.H.E.S.S., 1997, p. 181-199
- "Les chartistes et l’Espagne", dans L’École nationale des chartes. Histoire de l’École depuis 1821, Paris, Citédis, G. Klopp, 1997, p. 285–293
- "Présence française à Cadix au XVIIIe siècle", dans Lumières et commerce. L’exemple bordelais, [1994], Berne–Berlin–Bruxelles, 2000, p. 169-18.

### Homenaje a Didier Ozanam
- L’Espagne, l’État, les Lumières : mélanges en l’honneur de Didier Ozanam / études réunies par Jean-Pierre Dedieu et Bernard Vincent; avant-propos par Bernard Vincent, Madrid, Casa de Velázquez - Bordeaux : Maison des Pays ibériques, 2004, 324 p., ISBN 84-95555-61-1